# بیلی واکر
بیلی واکر (به انگلیسی: Billy Walker) بازیکن فوتبال زادهٔ ۲۹ اکتبر ۱۸۹۷ اهل انگلستان بود که سابقهٔ بازی در تیم ملی فوتبال انگلستان را در کارنامهٔ خود دارد. وی در تاریخ ۲۳ اکتبر ۱۹۲۰ نخستین بازی ملی خود را در مقابل تیم ملی فوتبال ایرلند انجام داد و با حضور در ۱۸ بازی ملی، در تاریخ ۷ دسامبر ۱۹۳۲ واپسین بازی ملی‌اش را در برابر تیم ملی فوتبال مجارستان برگزار کرد.
این بازیکن توانسته در بازی‌های ملی، ۹ گل به ثمر برساند.